# Ospedale degli Innocenti

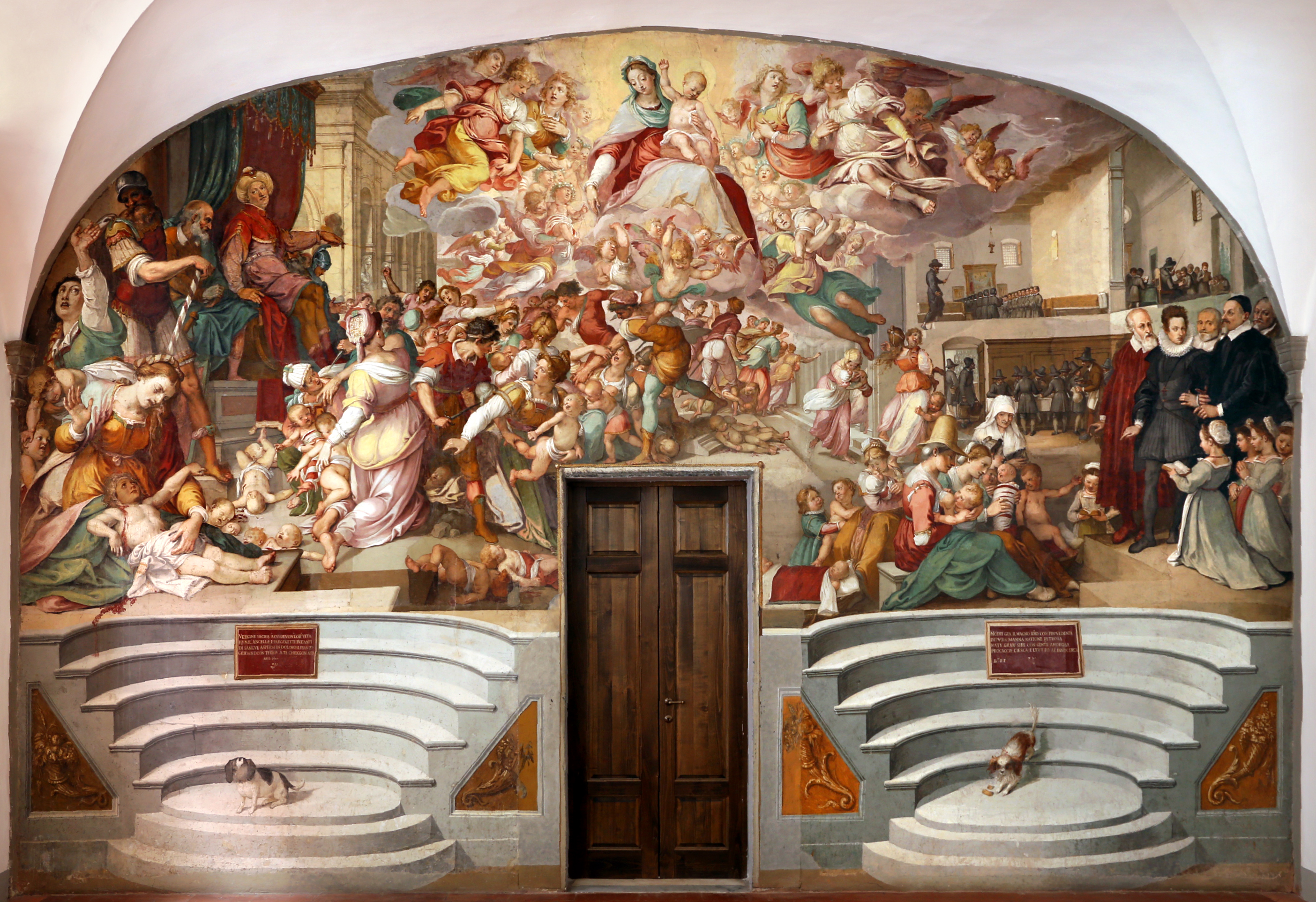
De moord op de Onschuldige Kinderen van Bernardino Poccetti (1610). Op dit fresco zijn personen en taferelen uit het leven van het Ospedale weergegeven.

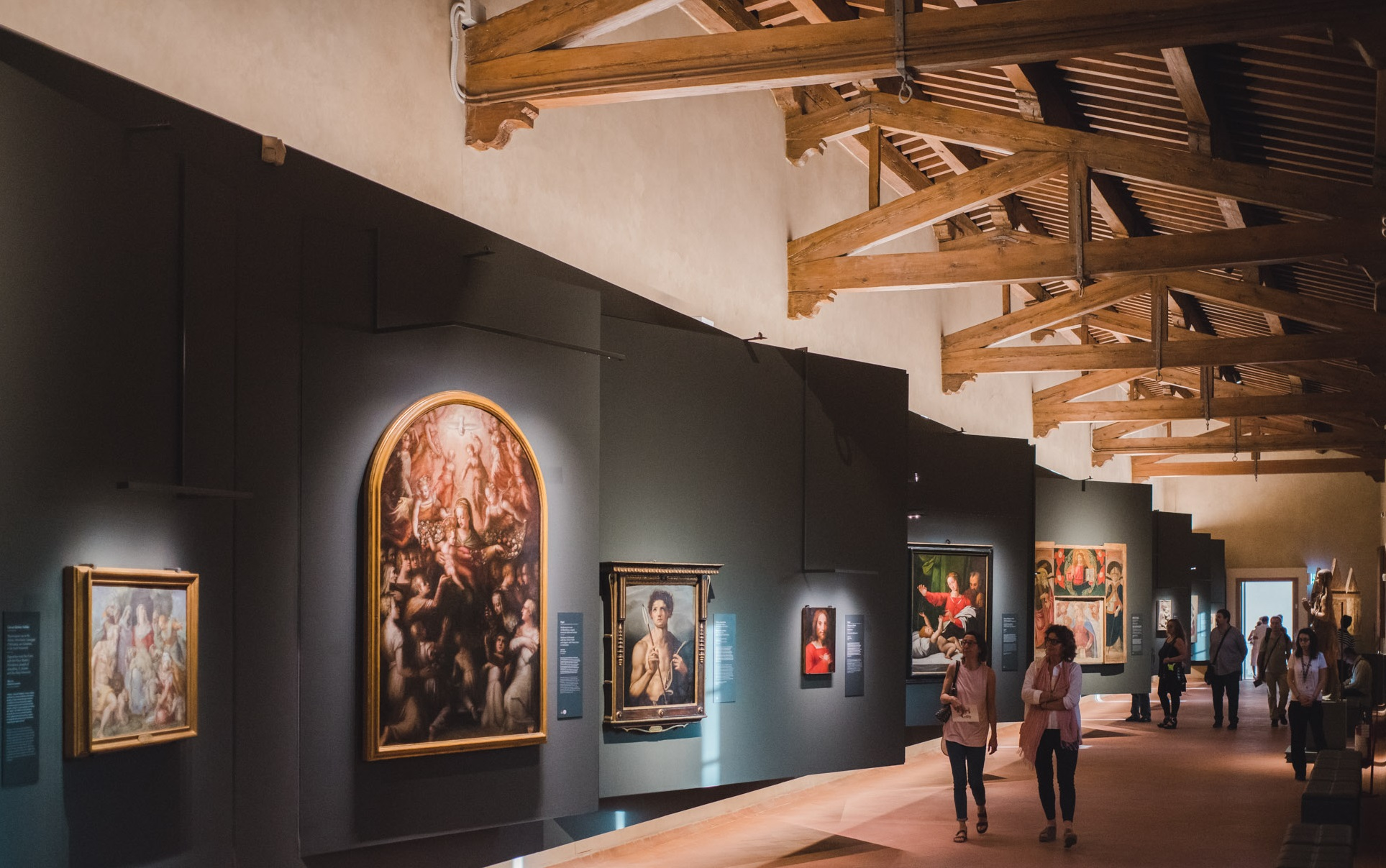
Museumgalerij

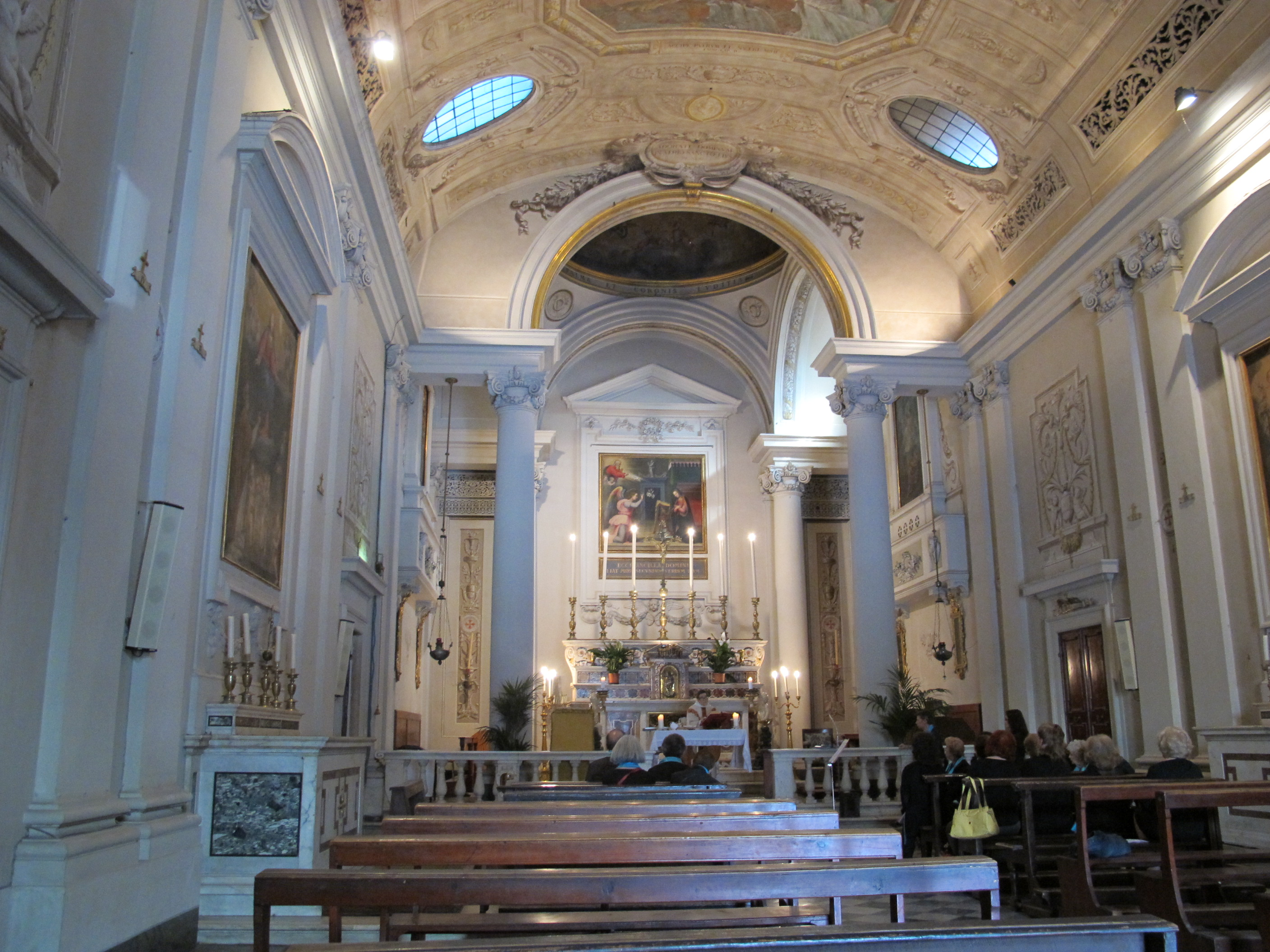
Interieur van de Santa Maria degli Innocenti

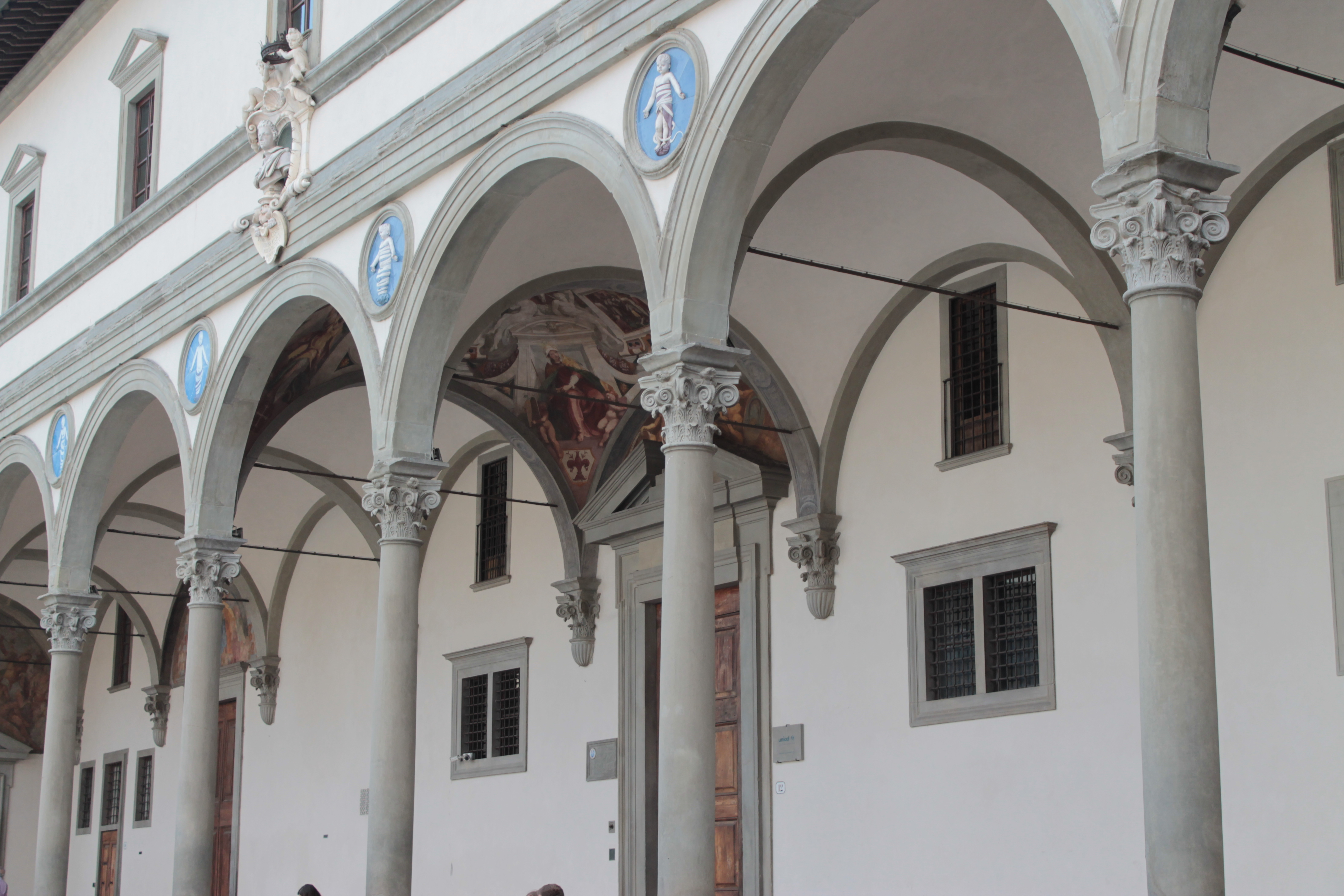
Detail van de loggia met de tondi van Della Robbia

Het Ospedale degli Innocenti (Gasthuis van de Onschuldige Kinderen), ook bekend onder de Toscaanse naam Spedale degli Innocenti, is een opvangcentrum voor kinderen en vrouwen in nood in de Italiaanse stad Firenze. De instelling biedt sinds de 15e eeuw onderdak aan verlaten kinderen. Het gebouw op de Piazza della Santissima Annunziata is de eerste realisatie van Filippo Brunelleschi en wordt dikwijls beschouwd als het begin van de renaissancearchitectuur. In zijn huidige vorm blijft het Istituto degli Innocenti bezig met kinderrechten en pleegzorg, maar ontplooit het ook tal van andere activiteiten. In het gebouw is een onderzoekscentrum van UNICEF gevestigd, naast een museum, een bibliotheek en een archief.

## Geschiedenis
Als stichter geldt de koopman Francesco Datini uit Prato. Hij liet in 1410 duizend florijnen na aan het Florentijnse gasthuis Santa Maria Nuova om een tehuis voor vondelingen en wezen op te richten (een spedale voor gittadelli bambini). De som was daartoe niet toereikend, maar hij hoopte andere donoren tot liefdadigheid te bewegen, wat ook lukte. Bij gebrek aan actie van de Santa Maria Nuova nam het machtige zijdegilde (Arte de Seta) in 1419 het initiatief over. Ze kochten een terrein aan de Piazza de' Servi en overtuigden zo de instanties in Prato om het legaat van Datini aan hen vrij te geven. 
Het gildelid Filippo Brunelleschi, die een ontwerp voor de koepel van de Dom had gemaakt maar nog geen terreinervaring had, werd belast met de bouw. In 1427 verliet hij het project om aan andere opdrachten te werken en werd hij min of meer opgevolgd door Franscesco della Luna, een zijdehandelaar met architecturale ambities. Rond die tijd werd ook duidelijk dat het oorspronkelijke programma te klein was, zodat Della Luna zich vooral bezighield met uitbreiding. Het duurde tot 1445 vooraleer het gebouw werd opgeleverd en de eerste kinderen er terecht konden. Daarmee was het de eerste lekeninstelling ter wereld die exclusief gewijd was aan kinderen.
De kinderen konden anoniem worden afgegeven. Ze werden onmiddellijk geregistreerd en gedoopt. Er waren 
voedsters (balie) in huis om hen te zogen, maar zo mogelijk werden ze uitbesteed aan voedsters op het platteland. Daar bleven ze tot 6-7 jaar bij een gastgezin, waarna ze terugkeerden naar het spedale voor enkele jaren onderwijs. De jongens leerden lezen en schrijven, om dan meestal ergens als leerling te worden geplaatst. De meisjes kregen een huishoudopleiding met het oog op werk als meid of in de textielindustrie.
Aanvankelijk konden vondelingen op een stenen bekken (pila) worden gelegd. In de 16e eeuw werd dit vervangen door een smal afgiftevenster en in 1660 werd het vondelingenwiel (ruota) geïntroduceerd. De mogelijkheid van anonieme afgifte werd in 1875 afgeschaft. 
Een klein derde van de kinderen stierf terwijl ze onder de hoede van het spedale waren, wat slecht een beetje hoger was dan de algemene kindersterfte. Maar de aangroei van het aantal bewoners en de moeilijkheden om voldoende voedsters te vinden, zorgden in volgende eeuwen voor een sterke verslechtering van de situatie. Vicenzo Borghini voerde verschillende hervormingen door, maar kon niet voorkomen dat het tehuis onder zijn leiding getroffen werd door verschillende hongersnoden, ondanks de graanvoorraden die werden aangelegd. Tegen de achttiende eeuw verbleven er duizenden kinderen in het Ospedale degli Innocenti. In de 19e eeuw lag de sterfte in sommige jaren tegen de 90%. Na de verplichte registratie vanaf 1875 bleef het spedale functioneren. Onder meer Benito Mussolini verbleef er en tijdens de wereldoorlogen werden er vluchtelingen opgevangen. Pas in de jaren 1980 kwam een einde aan functie van grootschalig tehuis.
Het bestuur van het spedale was in handen van het zijdegilde, dat een prior en spedalengo aanstelde. De financiering was afkomstig van private en publieke middelen: het zijdegilde droeg bij, de hertog, de stadskas en private schenkers. Ook beleggers werden aangesproken door de oprichting van een spaarbank. Daarop werd soms een oneigenlijk beroep gedaan door de overheid ten koste van de werking van het spedale. Het bestuur was in handen van het zijdegilde. 
Door de afschaffing van de gilden in 1770 kwam het spedale in staatshanden. In 1890 werd in de gebouwen een museum ingericht, dat in 2016 grondig werd vernieuwd. Vanaf 1988 werd een deel van de gebouwen ter beschikking gesteld van UNICEF voor een Office of Research.

## Architectuur
Het gebouw ligt aan de lange oostzijde van de Piazza della Santissima Annunziata. De kern is nog steeds de loggia/portico met daarachter het binnenplein en de kerk, zoals ontworpen door Brunelleschi, maar daarrond zijn talloze uitbreidingen gekomen. De eerste was de toevoeging van nieuwe vleugels en een tweede binnenplein door Francesco della Luna. Hij doorbrak de symmetrie van de loggia door een extra boog aan de noordkant, wat in de 19e eeuw werd gecompenseerd door een blinde arcade aan de zuidkant. Zo zijn er nu elf rondbogen, met ernaast de ingangspaviljoentjes voor mannen (noord) en vrouwen (zuid). De brede trappen zijn in 1457 uitgevoerd naar een ontwerp van Bernardo Rossellino. De witte medaillons van Brunelleschi werden in 1487 opgevuld met geglazuurde terracotta tondi van Antonio di Nino della Robbia (hoewel vaak toegeschreven aan Andrea della Robbia), waarop ingebakerde zuigelingen zijn afgebeeld. Enkele zijn nog origineel, andere zijn vervangen door 19e-eeuwse replica's. In de gevel is ook een buste van hertog Cosimo I de' Medici verwerkt, vermoedelijk op de plaats waar voordien het wapen van het zijdegilde was aangebracht.
Als icoon van de vroegrenaissance introduceerde het Ospedale degli Innocenti een nieuwe architecturale woordenschat all'antica. Brunelleschi maakte een modulair ontwerp gebaseerd op harmonieuze verhoudingen tussen de onderdelen. Niettemin was zijn navolging van de ouden nog niet zo consequent als ze bij latere kunstenaars zou worden: de rondbogen herinneren aan de romaanse architectuur en de korinthische kapitelen zijn zo eigenaardig dat ze door sommigen tot de composiete orde worden gerekend.

## Museo degli Innocenti
Over verschillende verdiepingen van het gebouw is een museaal parcours uitgetekend dat behalve kunstwerken ook de historische en architecturale aspecten belicht. Zo is er een zaal met schuifjes waarin segnali (tekenen) zitten die ter identificatie werden meegegeven aan de afgestane kinderen, in de (illusoire) hoop op een latere hereniging. De instelling bezit er veertigduizend. Vaak zijn het gebroken munten, rozenkransen, sieraden en dergelijke, zodat ouders en kind elkaar zouden kunnen herkennen aan de bijeenpassende helften.
De kleine pinacotheek bevat enkele fraaie schilderijen:
- Aanbidding der Wijzen van Domenico Ghirlandaio (1485-1488): een altaarstuk gemaakt in opdracht van prior Francesco Tesori
- Tronende Maria met Kind, omringd door Petrus, Johannes de Evangelist, Elisabeth van Hongarije (?), Catharina van Alexandrië en engelen (1493): een werk waarin Piero di Cosimo een sacra conversazione combineert met een mystiek huwelijk van Catharina
- Maria met Kind en engel (1465-1467): een jeugdwerk van Sandro Botticelli

Onder het beeldhouwwerk kan worden genoemd:
- een marmeren Johannes de Evangelist (ca. 1377): toegeschreven aan Simone Talenti en oorspronkelijk afkomstig uit de Orsanmichele

## Kerk
De kerk gewijd aan Santa Maria degli Innocenti is in 1786 heringericht door Bernardo Fallani. Santi Pacini maakte toen het fresco Mozes gered van de wateren. Het 17e-eeuwse hoofdaltaar is afkomstig van de verdwenen San Pier Maggiore en bevat een schilderij van Mariotto Albertinelli en Giovanni Antonio Sogliani over de Boodschap aan Maria.

## Voetnoten
1. ↑  Saalman 1993, p. 37
2. ↑  Saalman 1993, p. 64